# Mesochorus abruptus
Mesochorus abruptus är en stekelart som beskrevs av Dasch 1974. Mesochorus abruptus ingår i släktet Mesochorus och familjen brokparasitsteklar. Inga underarter finns listade i Catalogue of Life.